# 哈佛計算員
哈佛計算員（英語：Harvard Computers）是指於1877到1919年擔任哈佛大學天文台台長的天文學家爱德华·皮克林雇用作為處理天文資料的女性技術人員的稱呼，其中著名的計算員有威廉敏娜·弗萊明、安東妮亞·莫里、安妮·坎农和亨丽爱塔·勒维特。這些人員也以「皮克林的後宮」（Pickering's Harem）之名為人所知。這在歷史和社會科學上也是後宮效應的一個例子。

## 由來
似乎有幾個因素促成皮克林雇用女性，而非男性擔任計算員。其中一個原因是當時男性的薪資遠高於女性，因此皮克林在同樣的預算下可以雇用更多人，使皮克林的團隊在固定時間內天文資料的處理量超過了天文台產生的資料量。

## 歷史
皮克林雇用的首位女性計算員是威廉敏娜·弗萊明，她原本是皮克林的女僕。在當時皮克林對他原本的男性助手逐漸不滿，因此宣稱就連他的女僕都可以做的更好。而皮克林的看法是對的，弗萊明確實將皮克林的資料處理得相當有條理。當哈佛大學天文台於1886年收到天文學家亨利·德雷伯的遺孀慷慨的大筆捐款後，皮克林決定雇用更多女性助手處理資料，並且由弗萊明負責管理其他人員。

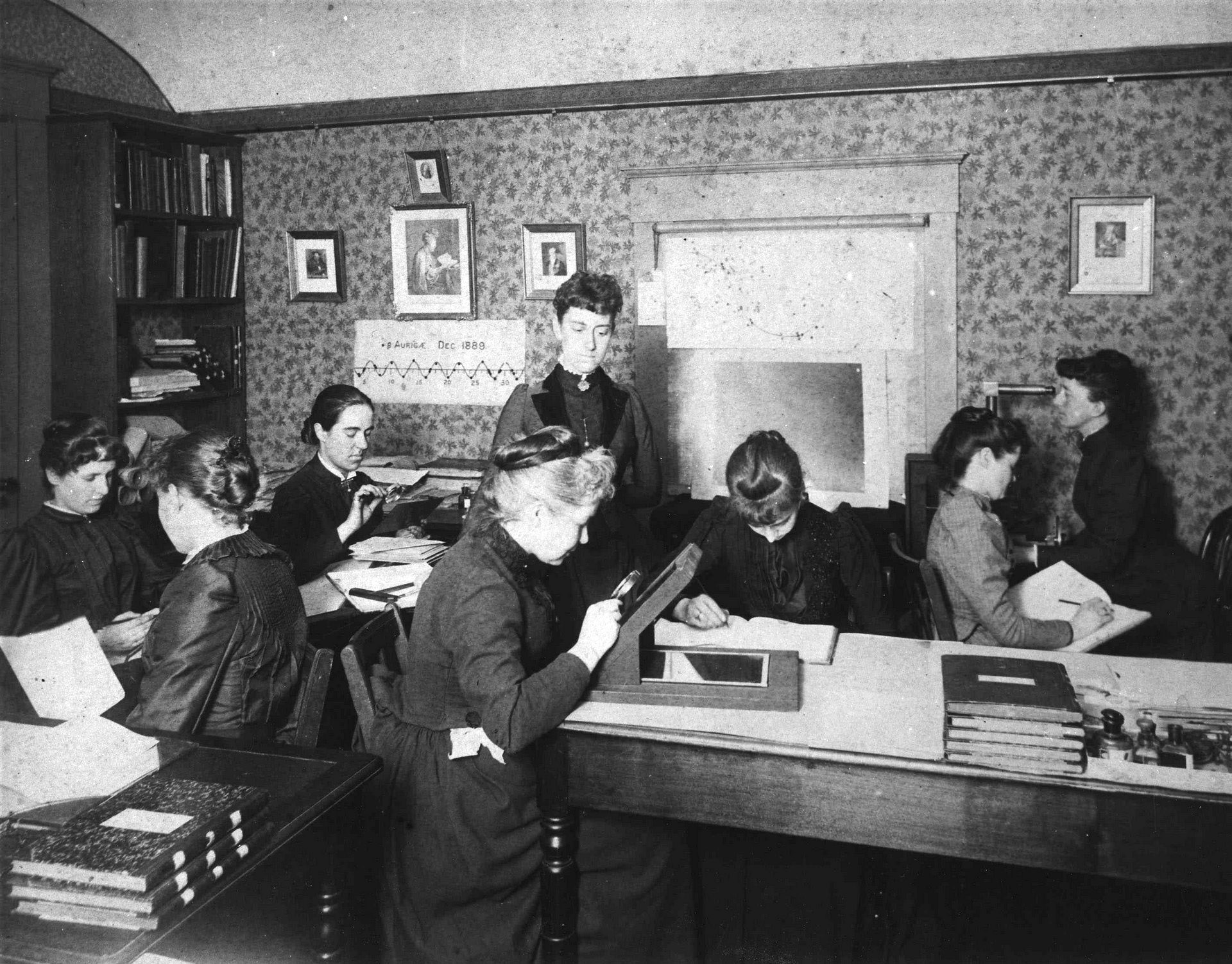
哈佛計算員工作一景，約1890年拍攝。

這些女性計算員的成果就是皮克林於1890年發表了第一版的HD星表，該星表收錄了超過1萬顆以光譜分類的恆星。這時候皮克林決定雇用畢業自瓦萨学院的安東妮亞·莫里進行對部分恆星重新分類的工作。莫里決定對分類系統進一步改進並重新設計，改進後的成果出版於1897年，但很大程度地被忽略了。之後皮克林再雇用畢業自衛斯理學院的安妮·坎农對南天球的恆星進行分類。當莫里完成她的工作時，坎農也完成了光譜分類系統的重新設計，並發表了哈佛光譜分類，成為今日恒星光谱分類系統的基礎。

## 薪資
雖然皮克林的一些女性計算員是天文學畢業生，她們的薪資卻與非熟練工人相當。她們的時薪在25到50美分之間，高於一位工廠工人，卻低於文書處理人員。

## 外部連結
- Pickering's Harem

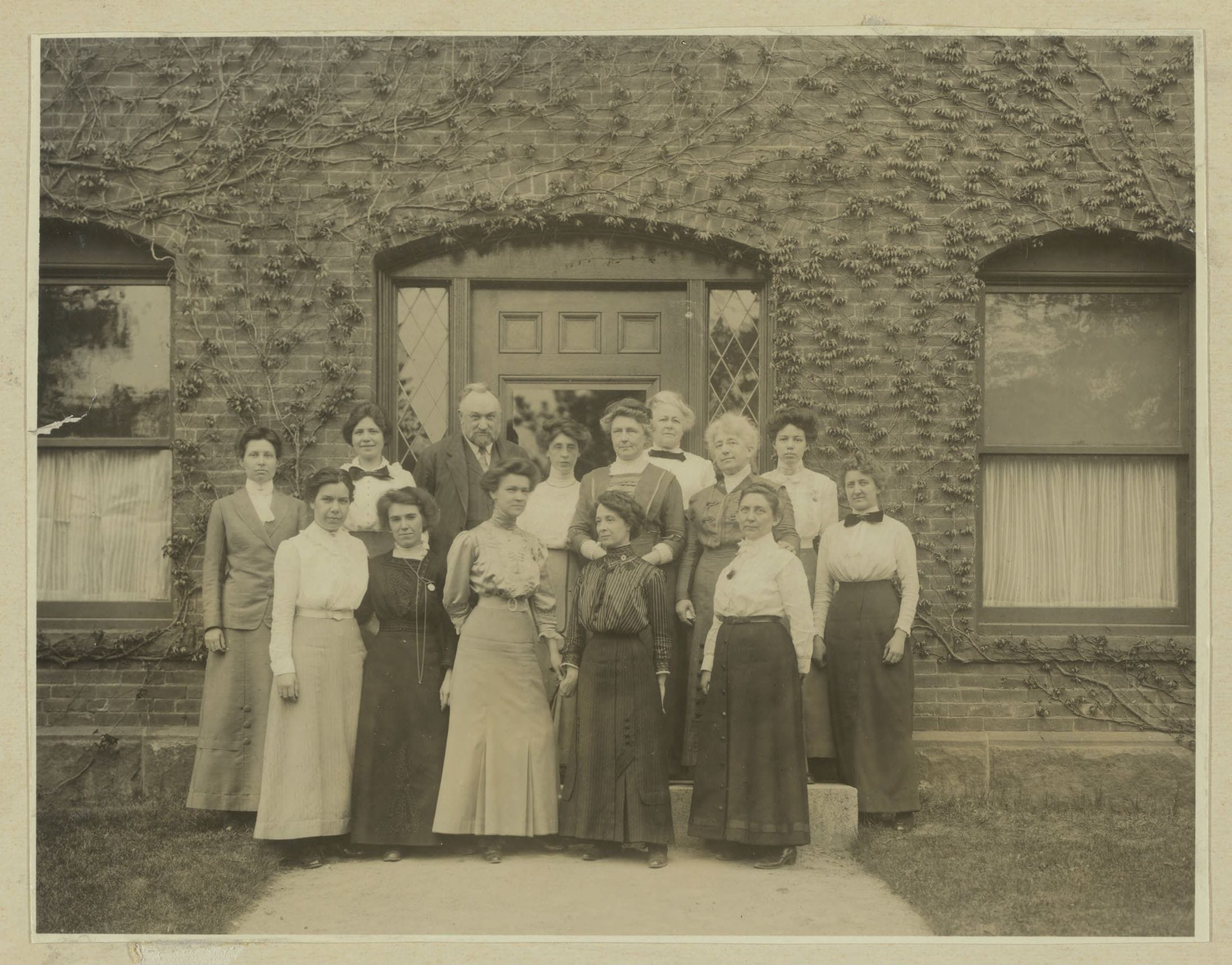
「皮克林的後宮」，攝於哈佛大学天文台C棟大樓前，1913年5月13日。

- The Woman Astronomer: The Harvard Computers（页面存档备份，存于）
- Women Astronomers at Harvard at the turn of the Century